# Escuela Superior Apan
La Escuela Superior Apan (ESAp) es una institución de educación superior, dependiente de la Universidad Autónoma del Estado de Hidalgo. Ubicada en el municipio de Apan, en el estado de Hidalgo, México.

## Historia
Basados principalmente en su Plan de Desarrollo Institucional 2011-2017, y bajo un esquema jurídico fuertemente encuadrado en el Plan Nacional de Desarrollo 2007-2012 y el Programa Estatal de Educación del Estado de Hidalgo  2005-2011, se concibe la creación de le Escuela Superior Apan, a partir del mes de agosto del año 2012. El plantel educativo inicio actividades en 2013, con las licenciaturas en Ingeniería de Tecnología del Frío y la Ingeniería Económica y Financiera. En 2015 se agregaron dos nuevos programas: la Ingeniería en Biociencias y la Ingeniería en Nanotecnología.

## Oferta educativa
La oferta educativa de la Escuela Superior Apan es:
- Ingeniería Económica y Financiera
- Ingeniería en Tecnología del Frío
- Ingeniería en Nanotecnología
- Ingeniería en Biociencias

## Directores
- Gilberto Pérez Lechuga (2013-2017)
- César Abelardo González (2017-2019)[10]
- Minerva Rosales Gayosso (2020-2023)[11]
- Jorge Zuno Silva (2024)